# IC 1795
IC 1795 је емисиона маглина у сазвјежђу Касиопеја која се налази на листи објеката дубоког неба у Индекс каталогу.
Деклинација објекта је + 62° 2' 30" а ректасцензија 2h 26m 32,0s. IC 1795 је још познат и под ознакама LBN 645, CED 6, narrrow dark lane n-, SNR ?.